# フランクボックスのギフラボ!
フランクボックスのギフラボ！とは、FM GIFUで2024年4月5日より毎週金曜日21:30 - 21:55に放送しているラジオ番組。

## 概要
- 関西出身4人組ボーカルグループTHE FRANK VOX初の冠ラジオ番組[2]。
- 番組ハッシュタグは「#ギフラボ」。
- 岐阜の話題や音楽・エンタメ情報を届けるトークバラエティ番組[3]。
- 月1回生放送となっている。
- 「radiko」（プレミアムを含む）で聴取可能。

## コーナー
- フリートーク

- なんかいいこトーク

- カーオブライフ